# Sieczkowe Turnie

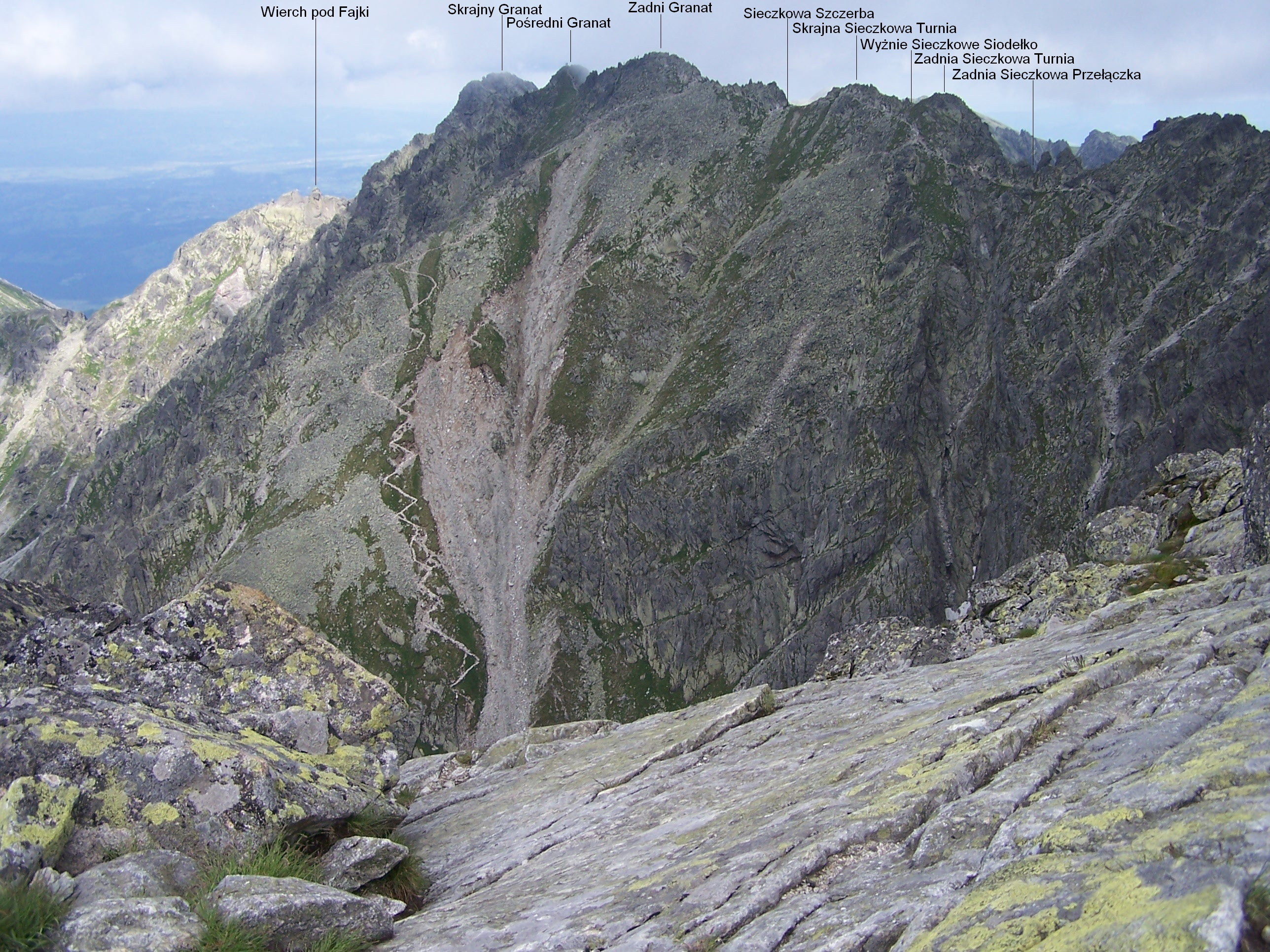
Widok z Małego Kościelca

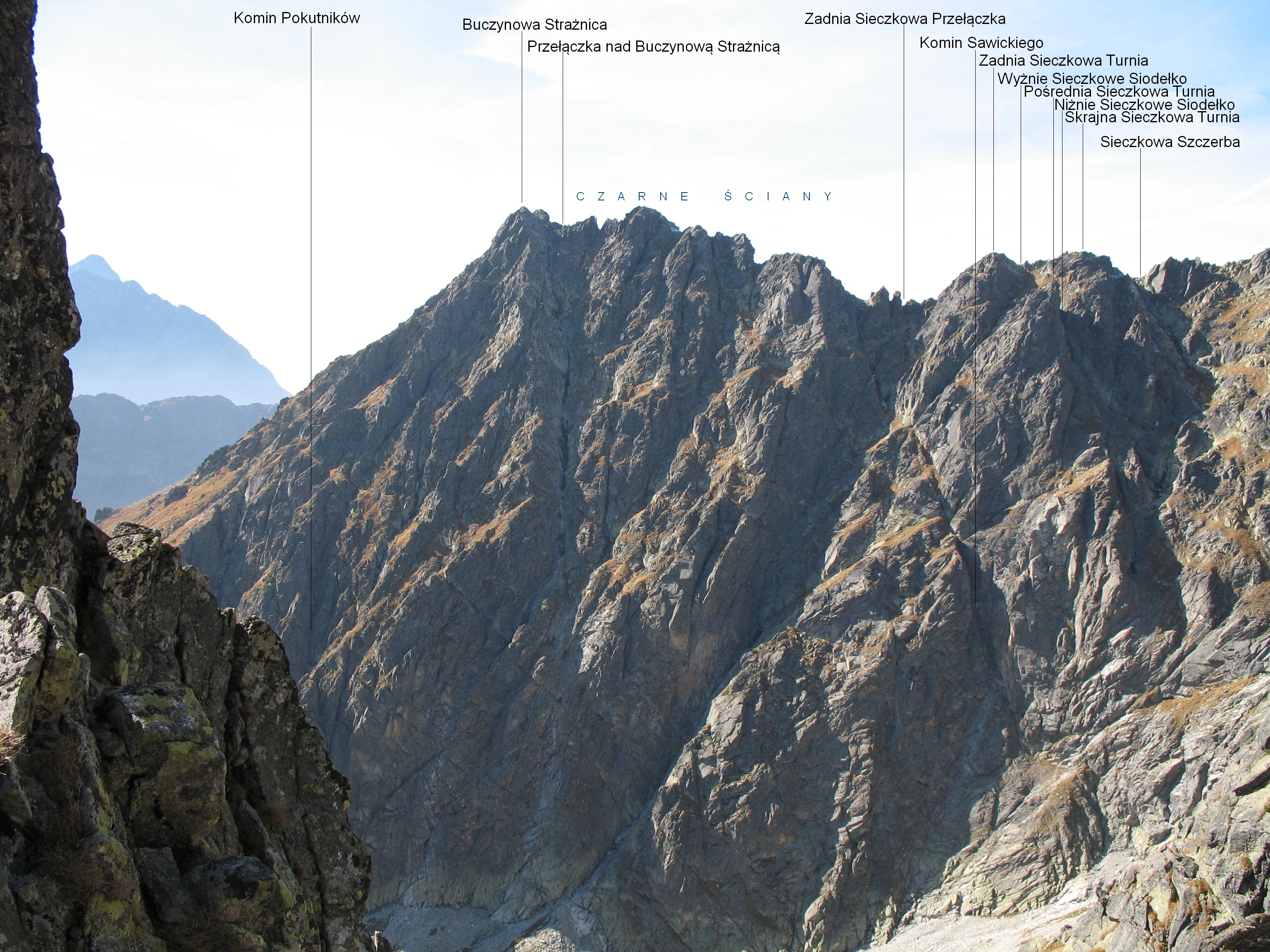
Czarne Ściany i Sieczkowe Turnie, widok od wschodu

Sieczkowe Turnie – trzy turnie we wschodniej grani Świnicy w polskich Tatrach Wysokich. Znajdują się między Czarnymi Ścianani a Granatami. Od Czarnych Ścian oddziela je Zadnia Sieczkowa Przełączka (ok. 2210 m), od Granatów Sieczkowa Szczerba (ok. 2210 m). Dawniej nie posiadały nazw. Wprowadził je dopiero w 2013 r. Władysław Cywiński. Upamiętnił w ten sposób dawnego przewodnika tatrzańskiego – górala Macieja Gąsienicę Sieczkę, pierwszego zdobywcę wielu szczytów tatrzańskich. Maciej Sieczka także jako pierwszy 19 września 1867 r. przeprowadził przez Granaty turystów Eugeniusza Janotę i Bronisława Gustawicza. Tych trzech ludzi należy uznać za pierwszych znanych zdobywców Sieczkowych Turni, czy byli jednak w ogóle pierwsi – nie wiadomo, na Zadnim Granacie znaleźli bowiem skórki pomarańczy.
Od zachodniej strony (z Dolinki Koziej) widoczne są dwie Sieczkowe Turnie: Zadnia i Skrajna, i to tylko jako słabo rozróżnialne garby grzbietu. Natomiast od wschodniej strony, do Dolinki Buczynowej Sieczkowe Turnie opadają potężną ścianą o wysokości około 350 m i są wyraźnie oddzielone od Granatów i Czarnych Ścian. Trzecia z tych turni, Pośrednia Sieczkowa Turnia widoczna jest tylko od strony tej dolinki. Znajduje się w masywie Skrajnej Sieczkowej Turni, oddzielona od niej siodełkiem. W grani Sieczkowych Turni w kolejności od zachodu na wschód wyróżnia się:
- Zadnia Sieczkowa Przełączka (ok. 2210 m)
- Zadnia Sieczkowa Turnia (ok. 2220 m)
- Wyżnie Sieczkowe Siodełko (ok. 2215 m)
- Skrajna Sieczkowa Turnia (ok. 2220 m)
  - Niżnie Sieczkowe Siodełko (ok. 2195 m)
  - Pośrednia Sieczkowa Turnia (ok. 2205 m)
- Sieczkowa Szczerba (ok. 2210 m)[1].

Sieczkowymi Turniami prowadzi szlak Orlej Perci, ale nie ich granią, lecz kilka-kilkanaście metrów poniżej wierzchołków po zachodniej stronie (nad Dolinką Kozią). Tylko w jednym miejscu – na Sieczkowej Szczerbie wyprowadza on na grań. Wschodnie ściany Sieczkowych Turni są natomiast obiektem wspinaczkowym taterników. Są w nich filary i żleby, najwybitniejsze z nich to Filar Biela i Komin Sawickiego – częściowo komin, częściowo żleb. Poprowadzono w nich 5 dróg wspinaczkowych:
- przez Komin Sawickiego (III stopień trudności)
- przez Komin Sawickiego, wariant (IV)
- drogą Zdzitowieckiego (V-)
- drogą Mączki (V)
- Filarem Biela (V).